# Franziskaner (Magdeburg)

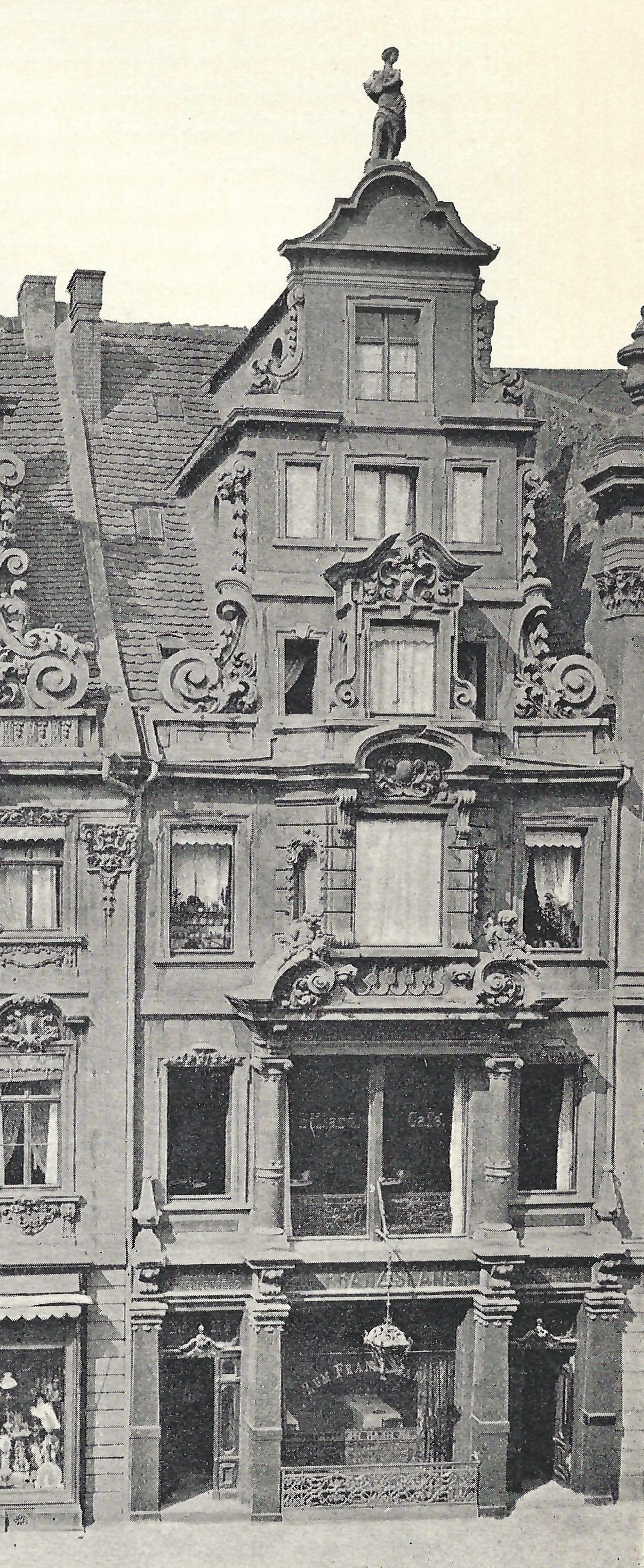
Haus Breiter Weg 174, im Jahr 1902 oder früher

Haus Breiter Weg 174 (rechts) vor dem Umbau

Franziskaner war ein historisches Gebäude in Magdeburg im heutigen Sachsen-Anhalt. Es galt bereits Anfang des 20. Jahrhunderts als Baudenkmal, wurde jedoch im Zweiten Weltkrieg zerstört.

## Lage
Das Gebäude befand sich in der Magdeburger Altstadt auf der Westseite des Breiten Wegs an der Adresse Breiter Weg 174. Nördlich grenzte das Haus Zum goldenen Hirsch (Breiter Weg 173), südlich das Haus Zu den drei Rosen (Breiter Weg 175) an.

## Geschichte und Architektur
Das Anwesen diente als Backhaus. Schon 1618 ist als Bäcker Erasmus Schinke genannt, der jedoch bereits vor 1631 verstorben war. Die Bäckerfamilie Schinke führte, für Bäcker eher ungewöhnlich, in ihrem Familienwappen einen Schinken. Beerbte wurde Schinke von Frau von Gahlen, geborene Ulner sowie die Geschwister Petzsch. Die Petzsches traten ihre Anteile an Major Wilhelm Johann von Gahlen ab. Er verkaufte die wohl nach der Zerstörung Magdeburg von 1631 leere Stätte im Jahr 1649 für 230 Taler an Kaufmann Jakob Köppe. Köppe errichtete 1650 zunächst ein Provisorium, 1662 dann ein richtiges Gebäude. Er verstarb nach dem Jahr 1666. Zumindest besaßen das Grundstück im Jahr 1679 dann seine Erben, später Johann Köppe. 1716 wurde der Handelsmann Hermann Stilke als Eigentümer geführt, ihm folgte als Erbe sein Sohn, der Kanonikus Hermann Stilke nach, der jedoch 2000 Taler zahlen musste.
Das dann bis 1945 bestehende dreigeschossige verputzte Gebäude wurde in der Zeit um 1730 gebaut. Es wird angenommen, dass der Baumeister auch die Gebäude Breiter Weg 175 und Breiter Weg 177 errichtet hatte. Die Fassade war in den unteren Geschossen vierachsig ausgeführt. Es bestand eine Attika. Bekrönt war der Bau von einem dreigeschossigen Zwerchhaus, das von Voluten flankiert war. Den oberen Abschluss bildete eine weibliche Figur. Umbauten erfolgten 1877, 1885/1886 sowie 1908. Bei den Umbauten wurde auch die Fassade verändert. So wurden Fenster vergrößert und ein geschlossener Balkon angelegt. Im Ergebnis war die barocke Gestaltung des Hauses beeinträchtigt.
Als Eigentümer wurde 1803 ein Germershausen genannt. 1817 gehörte das Gebäude dem Bäcker Sebastian Germershausen. Auch noch 1839 und 1845 war die Familie Germershausen Eigentümer. 1870 gehörte es dem Juwelier Wollmer, 1887 dem Maurermeister A. Stirnus. Zumindest um das Jahr 1900 bestand im Haus das Restaurant Zum Franziskaner, auf das der im 20. Jahrhundert gebräuchliche Name des Gebäudes zurückgeht. 1908 und 1914 war der Berliner Kaufmann Wilhelm Burmester als Eigentümer verzeichnet. Schließlich gehörte es 1925 der Singer Nähmaschinen Aktiengesellschaft, die auch noch 1938 und 1940 Eigentümerin war.
Im Zweiten Weltkrieg wurde das Haus, wie große Teile der Magdeburger Altstadt zerstört. An der Stelle entstand später eine moderne Wohnbebauung.